# Neds Reef
Neds Reef est un groupe de trois petits îlets granitiques qui communiquent entre eux, à marée basse, grâce à de vastes vasières, d'une superficie globale d'environ 3 ha, au sud-est de l'Australie.  

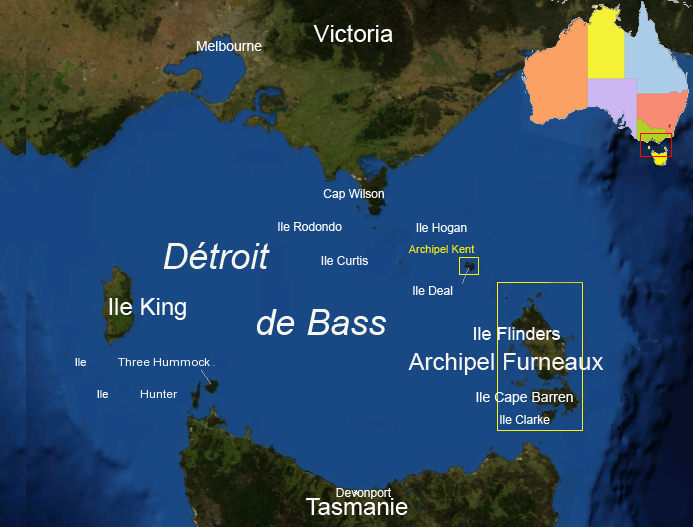
Détroit de Bass.

Ils font partie de l'archipel tasmanien de Tin Kettle. Ils sont situés à l'est du détroit de Bass, entre Flinders et Cape Barren Islands dans l'archipel Furneaux.  Ces récifs  font partie de la Zone importante pour la conservation des oiseaux de Franklin Sound Islands (ZICO),  (Franklin Sound Islands Important Bird Area)(IBA), reconnue comme telle par BirdLife International parce qu'elle abrite plus de 1 % des populations mondiales de six espèces d'oiseaux.

## Faune

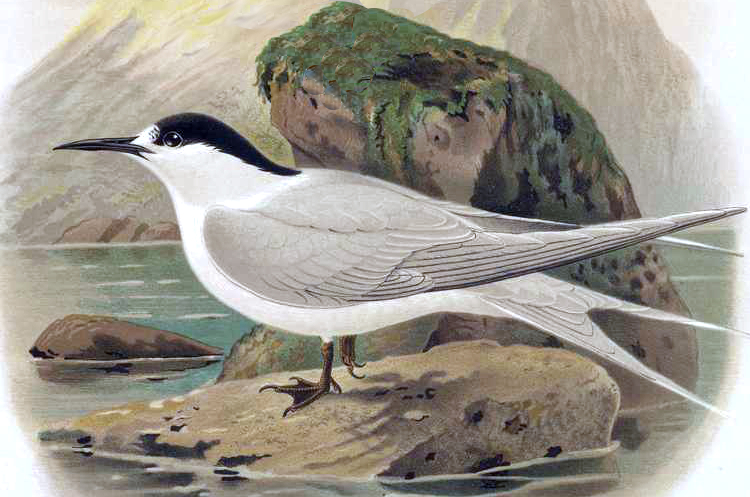
Sterne tara

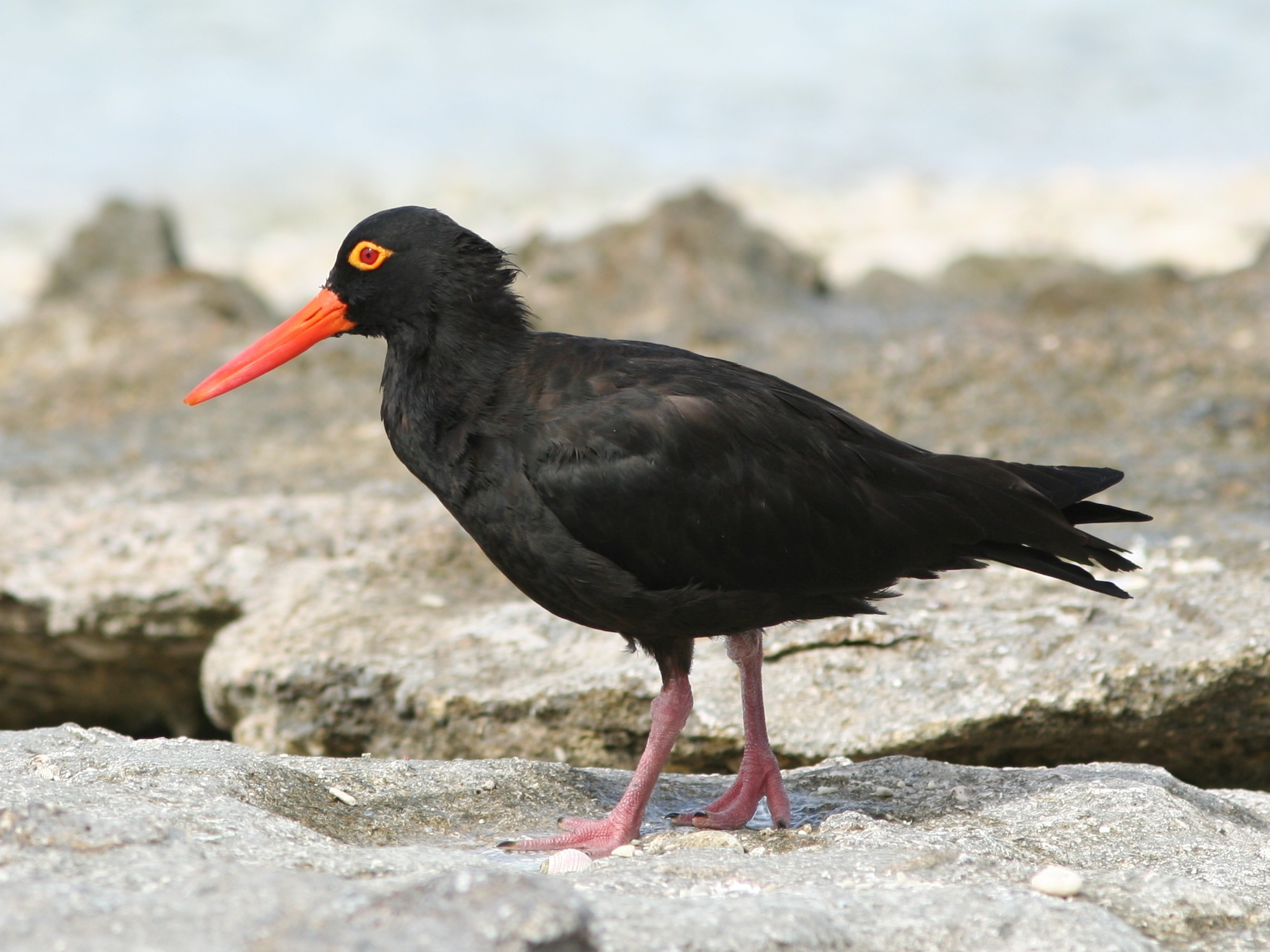
Huîtrier fuligineux.

Six espèces sont reconnues pour leur reproduction locale :
- Manchot pygmée, (Little Penguin),
- Goéland austral, (Pacific Gull),
- Mouette argentée, (Silver Gull),
- Huîtrier fuligineux (Sooty Oystercatcher),
- Sterne caspienne (Caspian Tern)
- Sterne tara (White-fronted Tern)[1].